# Іохрома
Іохрома (Iochroma) - це рід близько 34 видів чагарників і малих дерев, що належать до родини пасльонових Solanaceae.  Види походять від Мексики до півдня Бразилії. Вони зустрічаються в лісах Мексики та Південної Америки.  Їхні квіти, що запилюються колібрі, мають трубчасту або трубчасту форму і можуть бути синіми, фіолетовими, червоними, жовтими або білими, перетворюючись на м'ясоподібні ягоди.  Купулярна (чашоподібна) чашечка у деяких видів роздута.  Листя є черговими, простими та цілісними.
Іохроми культивуються як квітучі декоративні рослини, а в більш прохолодних зонах (зони 7–8/9) роблять корисні чагарники для літніх виставок або оранжереї.  Більшість не морозостійкі і повинні зимувати під захистом.  У більш теплих зонах (зони 9–10) їх можна використовувати як ландшафтні рослини. Їх зазвичай тренують як стандарти (топіарій), щоб контролювати їх розмір і форму.  Квіти іохроми привертають до садів колібрі (тільки в Америці) і бджіл.
Як і багато інших рослин пасльонових, види «Iochroma» містять фітохімічні речовини з потенційною фармацевтичною цінністю, але рід не був повністю вивчений у цьому відношенні.  «Iochroma fuchsioides» приймають знахарі індіанців Каменца з долини Sibundoy в колумбійських Андах для важких діагнозів, неприємні побічні ефекти тривають кілька днів.   Різновид витанолідів  та амідів гідроксикоричної кислоти  були виділені з видів «Iochroma».

## Таксономія
Рід Iochroma був створений Джорджем Бентамом у 1845 році. Як і інші родини рослин, пасльонові поділяються на підродини, триби та підтриби.  "Iochroma" входить до підтриби Iochrominae разом із родами "Dunalia", "Eriolarynx", "Saracha" та "Vassobia. Станом на лютий 2023, Acnistus, раніше розглядався як окремий рід  , вважався синонімом «Iochroma».

### Вид

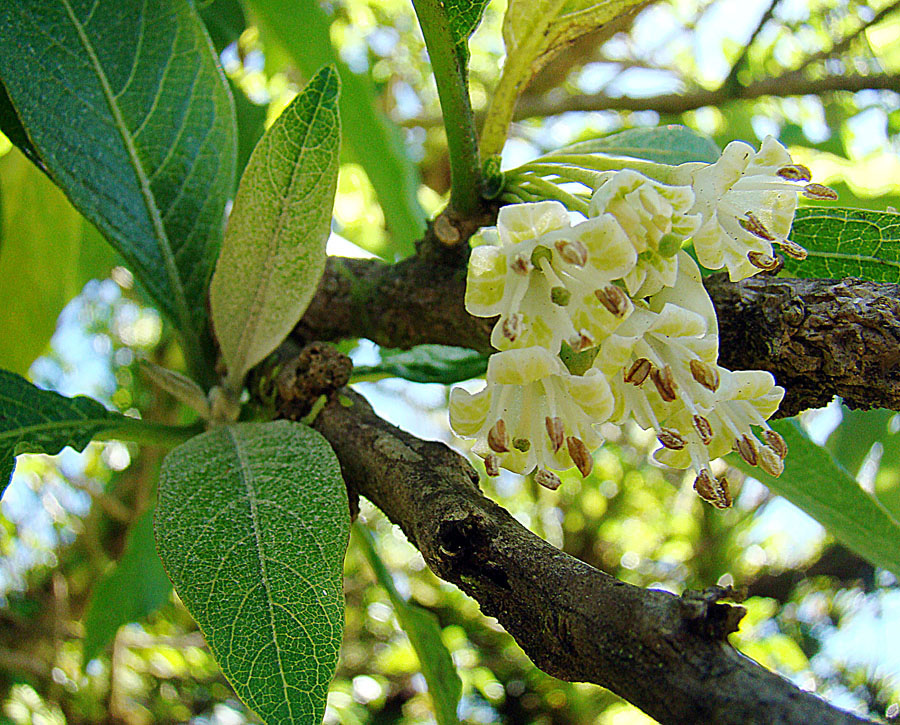
Iochroma arborescens

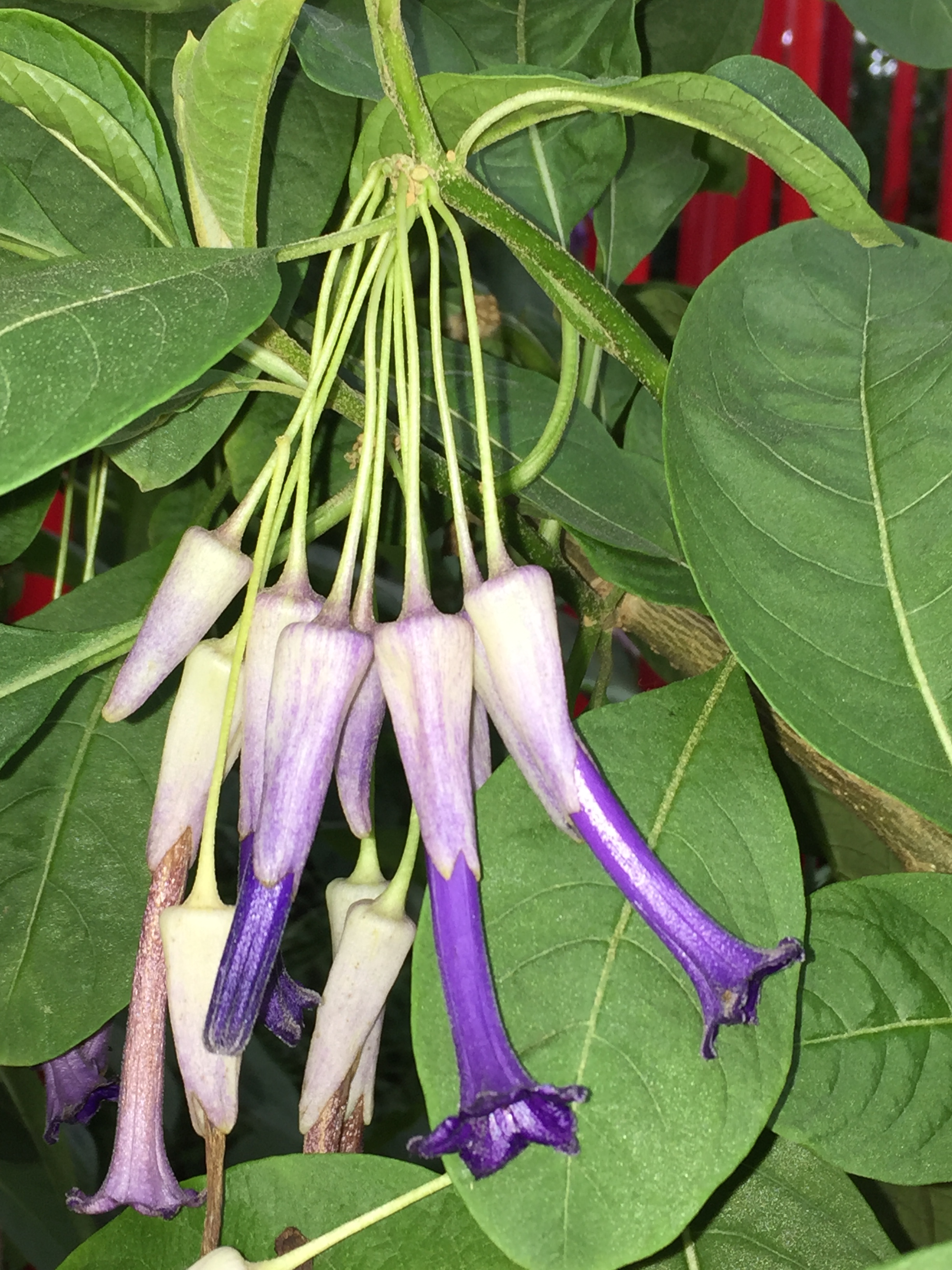
The Ecuadorian species Iochroma calycinum, syn. I. macrocalyx, Temperate House, Kew Gardens

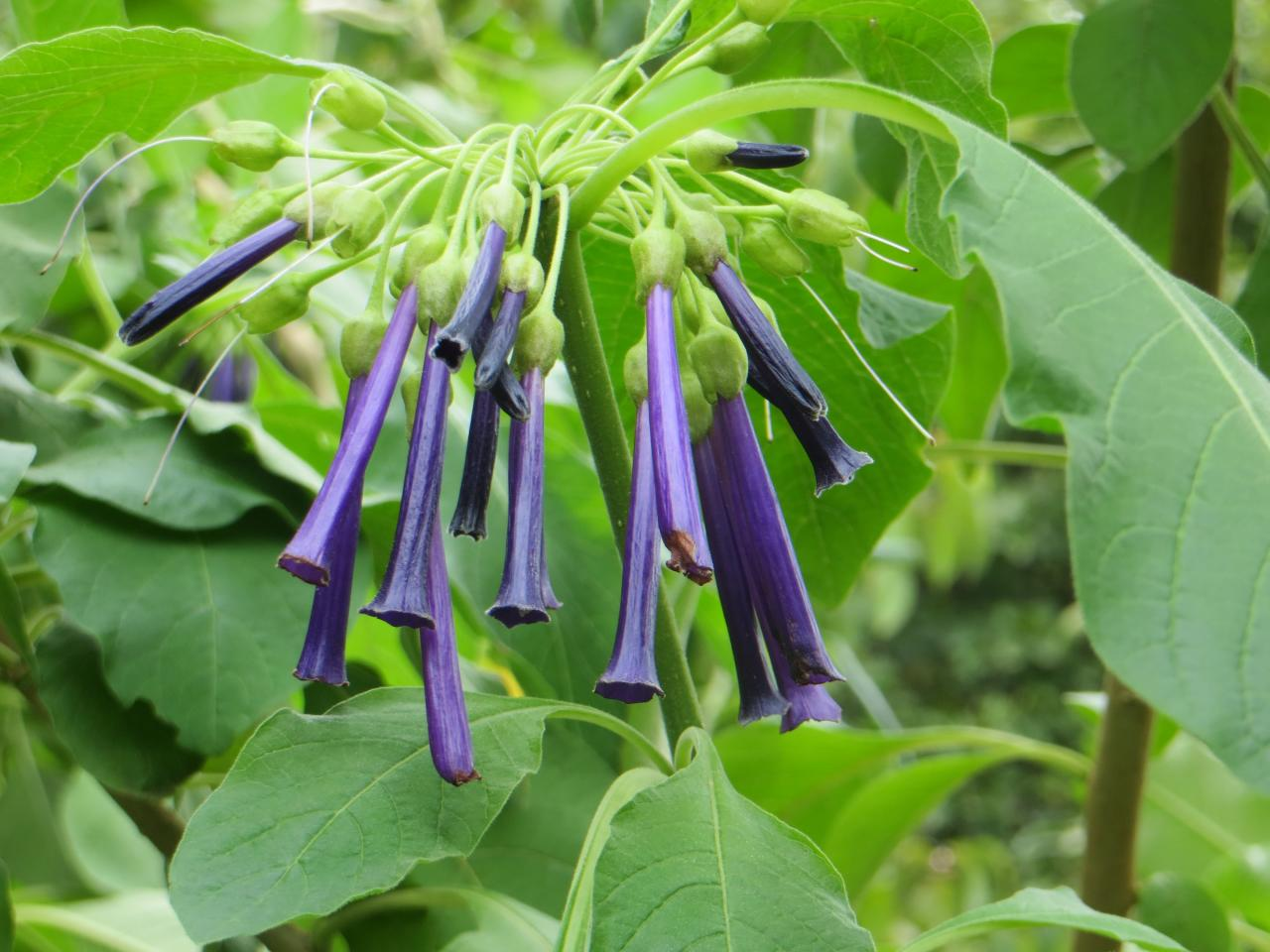
Iochroma cyaneum Quinta do Palheiro Ferreiro, Funchal, Madeira.

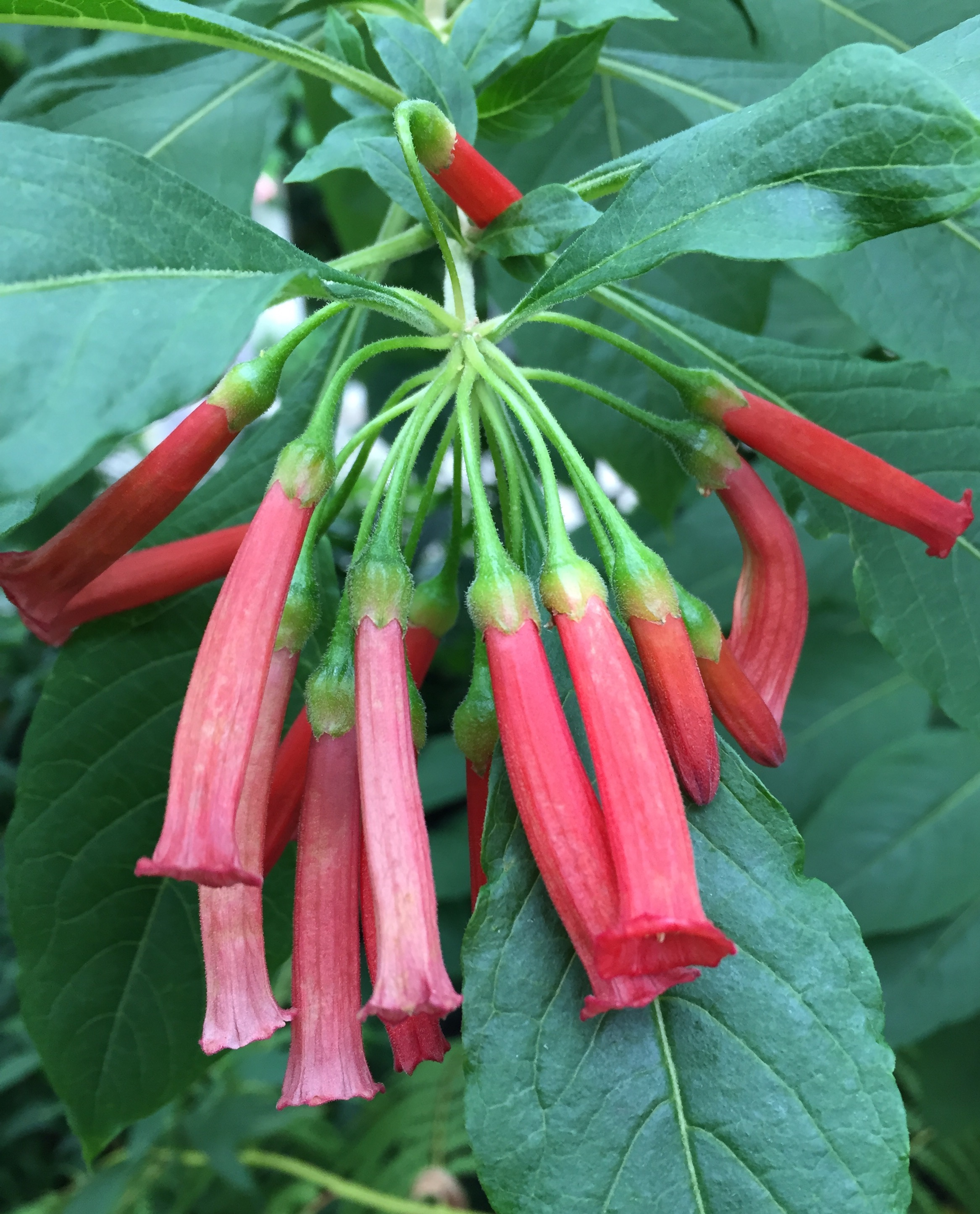
The unresolved Mexican species Iochroma coccinea growing in the Temperate House at Kew Gardens

Plants of the World Online, станом на 2023 рік до роду Іохрома відносить наступні види:
- Iochroma albianthum S.Leiva
- Iochroma amicorum M.A.Cueva, S.D.Sm. & S.Leiva
- Iochroma arborescens (L.) J.M.H.Shaw
- Iochroma ayabacense S.Leiva
- Iochroma barbozae S.Leiva & Deanna
- Iochroma cyaneum (Lindl.) M.L.Green
- Iochroma cornifolium (Kunth) Miers
- Iochroma cyaneum (Lindl.) M.L.Green
- Iochroma edule С.Лейва
- Iochroma fuchsioides (Bonpl.) Miers
- Iochroma gesnerioides (Kunth) Miers
- Iochroma loxense Miers
- Iochroma nitidum S.Leiva & Quip.
- Iochroma peruvianum (Dunal) J.F.Macbr.
- Iochroma piuranum С.Лейва
- Iochroma salpoanum S.Leiva & Lezama
- Iochroma schjellerupii S.Leiva & Quip.
- Iochroma squamosum S.Leiva & Quip.
- Iochroma stenathum S.Leiva, Quip.  & N.W.Sawyer
- Iochroma tingoanum С.Лейва
- Iochroma tupayachianum С.Лейва

Розділ Lehmannia
- Iochroma ellipticum (Hook.f.) Hunz.
- Iochroma lehmannii Гіркий

Розділ Спіноза
- Iochroma parvifolium (Roem. & Schult.) D'Arcy

Некласифікований
- Iochroma amicorum M.A.Cueva, S.D.Sm.  & С.Лейва
- Iochroma arborescens (L.) J.M.H.Shaw
- Iochroma barbozae S.Leiva & Deanna
- Iochroma baumii S.D.Sm.  & С.Лейва
- Iochroma brevistamineum Даммер
- Iochroma cachicadanum С.Лейва
- Iochroma lilacinum S.Leiva & K.Lezama
- Iochroma longipes Miers
- Iochroma lyciifolium Даммер
- Iochroma mionei S.Leiva & S.D.Sm.
- Iochroma ortizianthum S.Leiva & Deanna
- Iochroma richardianthum С.Лейва
- Iochroma rubicalyx S.Leiva & Jara
- Iochroma smithianum K.Lezama, Limo & S.Leiva
- Iochroma solanifolium Даммер
- Iochroma viridescens С.Лейва
- Iochroma warscewiczii Регель

### Колишні види
Види, які раніше відносили до роду «Іохрома», включають:
- Iochroma australe Griseb. (Болівія, Аргентина) → Eriolarynx australis[9]
- Iochroma cardenasianum Hunz. → Trompettia cardenasiana[10]
- Iochroma grandiflorum Benth. → Trozelia grandiflora[11]
- Iochroma umbellatum (Ruiz & Pav.) Hunz. → Trozelia umbellata[12]

## Вирощування
Кілька форм «Iochroma» (деякі дикорослі зібрані, деякі садові гібриди) отримали назви сортів.  Деякі культивари були віднесені до видів, а інші, переважно гібриди, ні.  У цьому списку можуть бути деякі синоніми.
- Iochroma calycinum 'Сюрприз Власти'
- Iochroma cyaneum 'Альбом'
- Iochroma cyaneum 'Apricot Belle'
- Iochroma cyaneum 'Indigo'
- Iochroma cyaneum 'Karl Hartweg'
- Iochroma cyaneum 'John Miers'
- Iochroma cyaneum 'Royal Blue'
- Iochroma cyaneum 'Королівська королева' = I.  cyaneum 'Indigo'
- Iochroma cyaneum 'Sky King'
- Iochroma cyaneum 'Trebah'
- Iochroma cyaneum 'Woodcote White'
- Iochroma gesnerioides 'Coccineum'
- Iochroma gesnerioides var.  флавум
- Iochroma 'Ashcott Red'
- Iochroma 'Burgundy Bells'
- Iochroma 'Морозна слива'
- Iochroma 'Ilie's Plum'
- Iochroma 'Plum Beauty'
- Iochroma 'Plum Delight'
- Iochroma 'Purple Haze'
- Iochroma 'Ruby Red' (I. cyaneum 'Royal Blue' x I. 'Sunset')
- Iochroma 'Sunset'
- Iochroma 'Wine Red'